# Jake Shimabukuro
Jake Shimabukuro (Honolulu, 3 novembre 1976) è un musicista statunitense.

## Biografia
È un virtuoso dell'ukulele conosciuto per la sua notevole abilità tecnica, ma anche per le sue capacità compositive. La sua musica combina elementi di jazz, rock, Hawaiian, blues e pop. Ha letteralmente rivoluzionato l'approccio allo strumento, ricorrendo spesso all'utilizzo di effetti per chitarra durante le sue esibizioni.
Nel 2005 ha edito un DVD educativo chiamato Play Loud Ukulele. Shimabukuro è stato in tournée con Bela Fleck & the Flecktones, Jimmy Buffett e in Australia con Tommy Emmanuel.
Tra le figure che lo hanno influenzato, vi sono artisti come Eddie Van Halen, George Harrison, Yngwie Malmsteen, Bruce Lee, Carlos Santana e John Lennon dei Beatles.
Jake Shimabukuro si è guadagnato molta popolarità in Internet con un video nel quale suona While My Guitar Gently Weeps dei Beatles a Central Park.
È stato il primo ukulelista a firmare un contratto discografico con una major, la Sony Music Japan.

## Discografia
- Sunday Morning (2002)
- Crosscurrent (2003)
- Walking Down Rainhill (2004)
- Dragon (2005)
- Gently Weeps (2006)
- Hula Girls (2007) (film soundtrack)
- My Life (2007)
- Live (2009)
- Peace Love Ukulele (2011)
- Grand Ukulele (2012)
- Travels (2015)
- Live in Japan (2016)
- Nashville Sessions (2016)
- The Greatest Days (2018)

Pubblicati solo in Giappone
- Skyline (2002)
- Haruyo Koi (2007)
- Yeah (2008)
- Ichigo Ichie (2008)
- Annon (2009)
- The Music of Sideways (2009) (colonna sonora del remake giapponese del 2009 del film Sideways, composta da Shimabukuro)
- Across the Universe (2009)
- Aloha To You (2011)
- Ukulele X: 10th Anniversary Collection (2011)
- Ukulele Disney (2012)